# 1184
Cette page concerne l'année 1184  du calendrier julien. Pour l'année 1184 av. J.-C., voir 1184 av. J.-C.  Pour les articles homonymes, voir 1184 (homonymie).
L'année 1184 est une année bissextile qui commence un dimanche.

## Événements
- 6 avril : début du règne de Thamar Ire de Géorgie à la mort de Georges III[1]. Apogée du royaume de Géorgie sous le règne de la reine Thamar (fin en 1213). Elle pousse ses armées jusqu’à Trébizonde, étendant son royaume de la mer Noire à la mer Caspienne et du Caucase à l’Azerbaïdjan, et est à l’origine d’une véritable renaissance culturelle.

- Juin : le patriarche de Jérusalem, le grand-maître du Temple et le grand-maître de l’Hôpital se rendent en Europe pour obtenir l’aide du pape et des souverains occidentaux. La mission est reçue en octobre par le pape Lucius III à Vérone, où meurt Arnaud de Toroge. Elle est à Paris en janvier 1185, puis à Reading en février 1185 auprès du roi Henri II d'Angleterre, qui refuse de se croiser, mais lui promet des subsides[2].

- Juillet - août : Saladin mène des raids en Galilée[3].

- 10 août : Abu Yusuf Yaqub al-Mansur, est proclamé calife Almohade à Séville (1184-1199)[4]. Il installe sa capitale à Rabat (Ribat et Fath, « couvent, camp de la victoire »).
- 23 août : Saladin met à nouveau le siège devant Kerak puis le lève le 5 septembre à l’arrivée des troupes franques[2].

- 7-10 septembre : raid de Saladin en Samarie au cours de sa retraite sur Damas. Marie Comnène défend Naplouse. Sebaste achète son impunité en relâchant de nombreux prisonniers musulmans. La place templière de Zarin est détruite[2].

- 13 novembre : débarquement des Almoravides des Baléares, les Banu Ghaniya, à Bougie[5], alors aux mains des Almohades. Ils trouvent des appuis chez les Hammadides et les Hilaliens et mènent des raids dévastateurs pendant cinquante ans sur tout le Centre et l’Est du Maghreb.

- Isaac Comnène se proclame souverain indépendant de Chypre (fin en 1191)[6].
- Baudouin IV de Jérusalem est de plus en plus touché par la lèpre. Deux partis s’affrontent pour le pouvoir. Celui de Raymond de Tripoli, favorable à un arrangement avec Saladin et celui, extrémiste, de Renaud de Châtillon, l’ancien prince d’Antioche[7].

### Japon
- Février, guerre de Gempei : Minamoto no Yoshinaka, voulant prendre le contrôle du clan Minamoto, saccage Kyōto, brûle le palais du Hōjūji, enleve l’empereur retiré Go-Shirakawa et se proclame Shogun[8].
- 19 février : Minamoto no Yoshitsune vainc son cousin Minamoto no Yoshinaka à la seconde bataille d’Uji[9].
- 21 février : Minamoto no Yoshinaka est tué à la bataille d’Awazu[9].

- 18 mars : victoire des Minamoto sur les Taira à la bataille d’Ichi-no-Tani[9].
- 8 octobre : Minamoto no Noriyori part en campagne dans la région de Chūgoku avec une force de 30 000 hommes. À Kojima, il attaque avec ses cavaliers une force Taira qui fuit en bateau[10].

### Europe

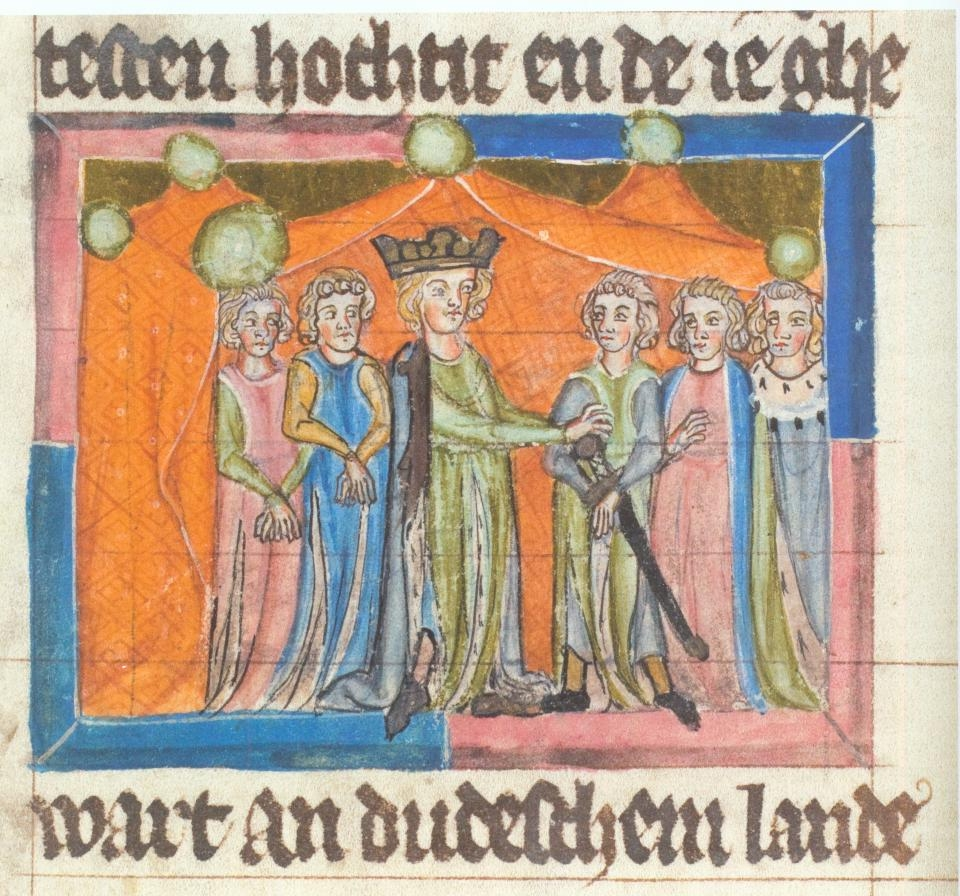
Pentecôte de Barberousse. Elle compte parmi les principales diètes de tout le Moyen Âge : plus de 40000 chevaliers se rendent à Mayence qui ne peut contenir une telle foule, tant et si bien que les chevaliers doivent camper sur des îles du Rhin. Presque tous les princes et l’intégralité de l’élite spirituelle prend part à la fête, parmi lesquels les ducs de Bohême, d’Autriche, et de Saxe, le comte palatin et le landgrave de Thuringe, les archevêques de Trèves, Brême et Besançon, l’abbé de Fulda, ainsi que les évêques de Ratisbonne, Cambrai, Liège, Metz, Toul, Verdun, Utrecht, Worms, Spire, Strasbourg, Bâle, Constance, Coire, Wurtzbourg, Bamberg, Münster, Hildesheim et Lubeck. Un chroniqueur écrit que « c’était la plus grande qui fût jamais fêtée en Allemagne ».

- Mars : Philippe Auguste réunit l’assemblée de Senlis, où il menace de rompre son union pour consanguinité avec Isabelle de Hainaut[11].
- 20 mai (Pentecôte) :
  - l’archevêque de Lund Absalon est victorieux du prince wende Bugislav de Poméranie qui avait tenté d’attaquer Rügen, sans doute à l’instigation de l’empereur Frédéric Barberousse. Le duc doit reconnaître la suprématie du Danemark sur la Poméranie[12]. Le roi du Danemark s’intitule désormais « roi des Danois et des Wendes ».
  - En Rhénanie, célébration de la pentecôte de Barberousse, convoquée par l’empereur et l’archevêque de Mayence Conrad Ier de Wittelsbach à l’occasion de l’adoubement des fils du souverain, Henri et Frédéric Hohenstaufen[13]. Après la diète, l’empereur Frédéric Barberousse se rend pour la sixième fois en Italie. Il obtient l’appui de Milan et la Ligue lombarde est dissoute[14].
- Printemps : le basileus Andronic Ier Comnène commence des négociations avec Venise pour une alliance anti-normande[15].

- 17 mai : le calife almohade Abu Yaqub Yusuf passe le détroit de Gibraltar ; le 28 juin, il commence le siège de Santarém[16]. Les Almohades mènent une contre-offensive au Portugal et imposent à nouveau le Tage comme frontière après la prise par les chrétiens d’Alcácer, Evora, Serpa et Moura.

- 5 juin : obtention de la charte de ville par Abbeville[17].

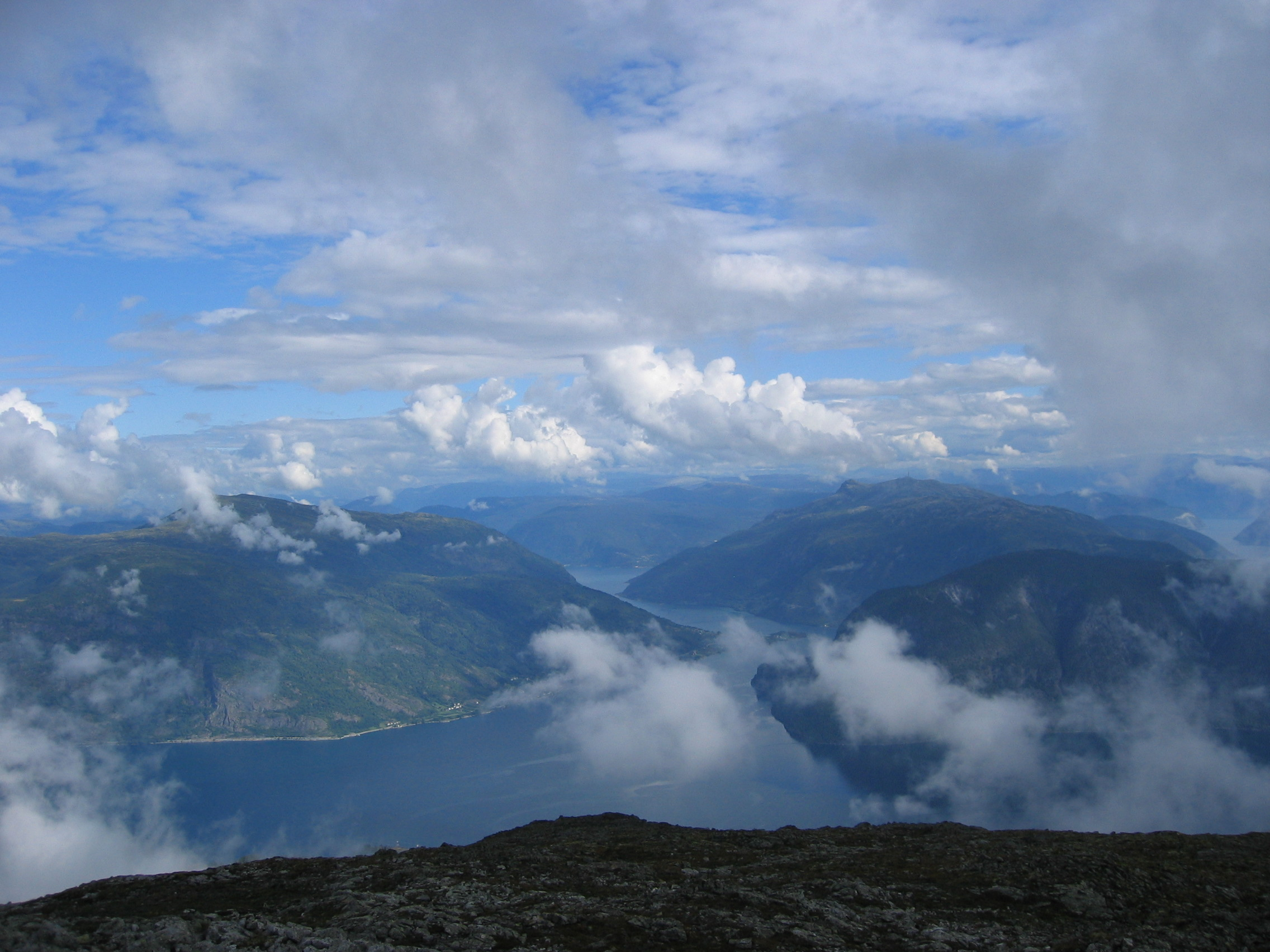
15 juin : bataille de Fimreite.

- 15 juin : bataille de Fimreite en Norvège. Victoire navale de Sverre Sigurdsson sur son compétiteur Magnus V qui est tué[18]. Début du règne de Sverre, roi de Norvège (fin en 1202). Il s’appuie sur ses forces militaires pour donner à l’État des structures plus solides, réduit les prétentions de l’Église (il réussit à se faire couronner solennellement à Bergen). L’archevêque de Nidarós Eysteinn, puis son successeur Eíríkr (1188) essaient de promouvoir un droit ecclésiastique qui assure au clergé une position juridique plus favorable. Mais Sverri entend maintenir le droit traditionnel. Eíríkr s’enfuit au Danemark, suscite des révoltes contre Sverri et fait surgir des prétendants que l’on va opposer à Sverri.

- 26 juillet : un plancher s'effondre durant la diète d'Erfurt : 60 morts[19].

- 28 juillet, Portugal : l’infant Dom Sancho bat les Almohades au siège de Santarém[20]. Le calife almohade Abu Yaqub Yusuf meurt des suites de ses blessures[16].

- 22 juillet : le pape Lucius III se réfugie à Vérone face à la commune de Rome[21]. Le 1er août, il y réunit un concile qui condamne les néo-manichéens (Cathares) contre qui il institue l’Inquisition épiscopale (4 novembre)[14].

- 2 octobre : entrevue de Vérone entre le pape Lucius III et l’empereur Frédéric Barberousse, qui ne parviennent pas à s’entendre au sujet de la succession de la Comtesse Mathilde. Barberousse refuse d’aider le pape contre les Romains révoltés[22].

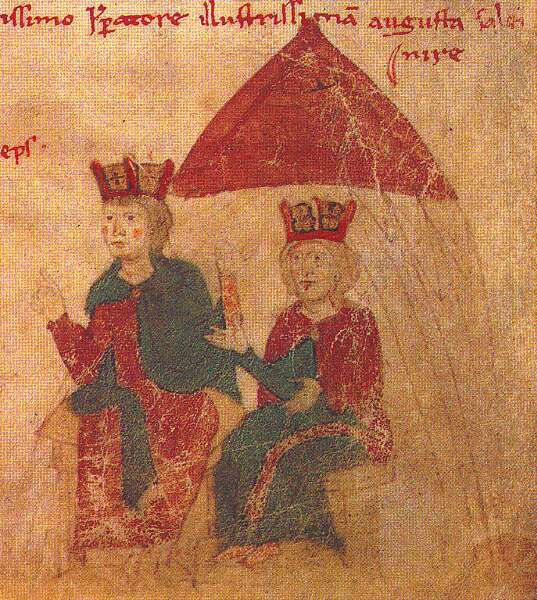
29 octobre : Constance et Henri

- 29 octobre : l’empereur Frédéric Barberousse proclame par procuration à Augsbourg les fiançailles de son fils, le futur Henri VI et de l’héritière de la Sicile, Constance, fille posthume du roi normand Roger II de Sicile, [23] (mariage célébré le 27 janvier 1186).

- 4 novembre, concile de Vérone : une bulle pontificale de Lucius III, ad abolendam condamne les diverses formes d’hérésie : Cathares, Vaudois, Patarins, Umiliati, Arnoldistes, etc[24]. Le prédicateur lyonnais Pierre Valdès est excommunié. Il continue cependant à prêcher en accentuant son hostilité à la hiérarchie catholique. Une partie des Vaudois s’établit dans le Sud de la France, s’oppose aux Cathares et sera récupérée par la prédication de Dominique de Guzmán. Une autre fraction passe en Italie puis en Europe centrale et sera pourchassée par l’autorité ecclésiastique.

- Philippe Auguste, roi de France, crée le corps des baillis[25].
- Robert Ier de Dreux cède le comté de Dreux à son fils Robert II à l’occasion de son mariage en secondes noces avec Yolande de Coucy[26].
- Cession de Montargis au roi de France par Pierre II de Courtenay à l'occasion de son mariage avec Agnès Ire de Nevers[27].
- Fondation de l’église allemande Saint-Pierre à Novgorod[28].